# ロンヴィレール
ロンヴィレール（仏: Longvillers）は、フランスのノルマンディー地域圏、カルヴァドス県に属するコミューン。

## 地理
カーンから南西に25 kmほど行った、ヴィレー＝ボカージュ南郊の田園地帯に位置する。オドン川の左岸に小さな街並みが築かれている。東でル・メニル＝オー＝グランと、南東でボケと、南西でサン＝ジョルジュ＝ドネと、東でメゾンセル＝ペルヴェとそれぞれ隣り合う。人口3000人ほどの町の近くにあるため、交通の便はよい。

## 行政
- 首長 - ジャック・ラングロワ（Jacques Langlois、無所属、1989年から）

## 人口の推移
（この節の出典：｝
| 1962年 | 1968年 | 1975年 | 1982年 | 1990年 | 1999年 | 2007年 |
| ------ | ------ | ------ | ------ | ------ | ------ | ------ |
| 255    | 221    | 218    | 268    | 288    | 323    | 329    |

## 観光スポット

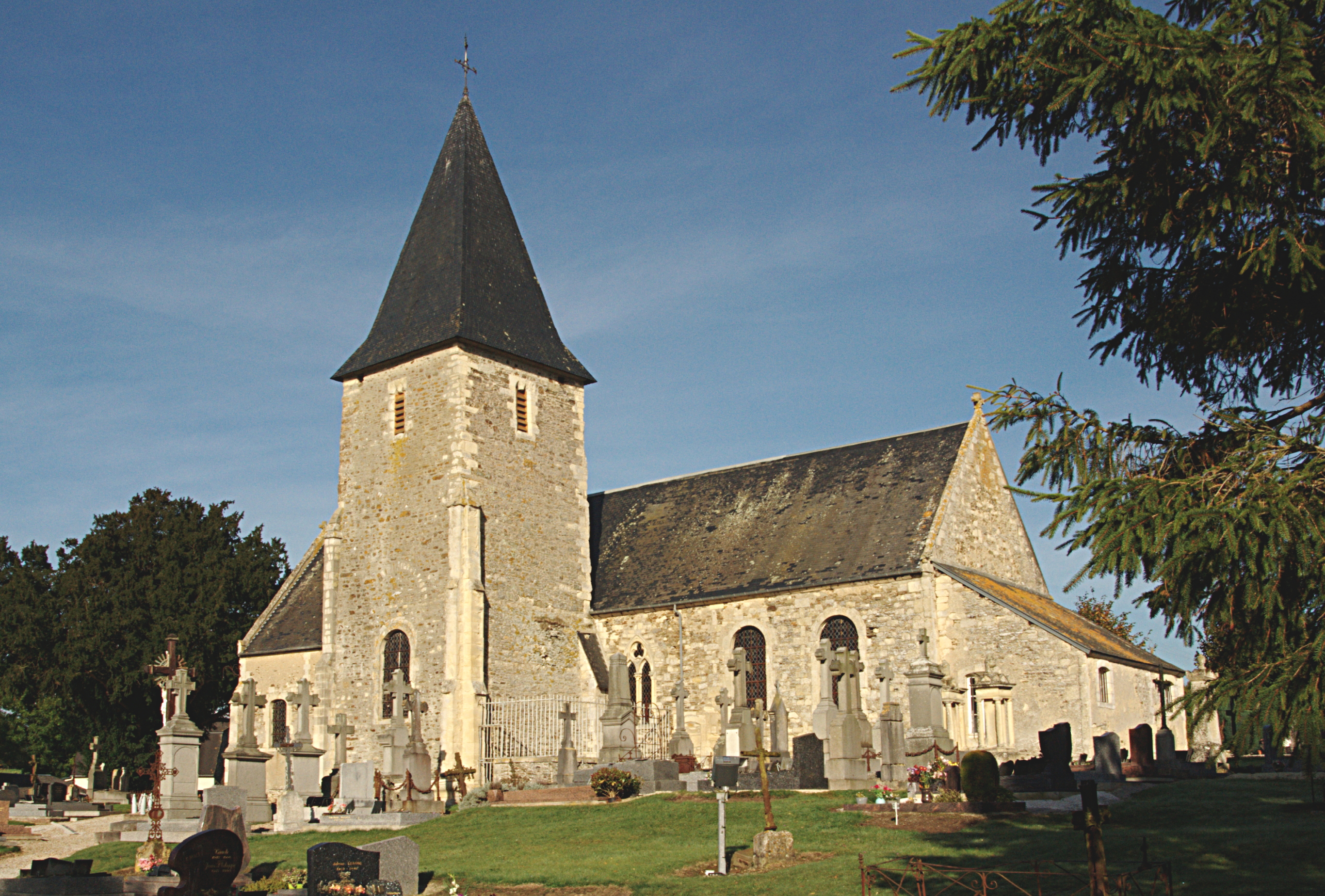
15世紀から19世紀にかけて使われたマタン邸
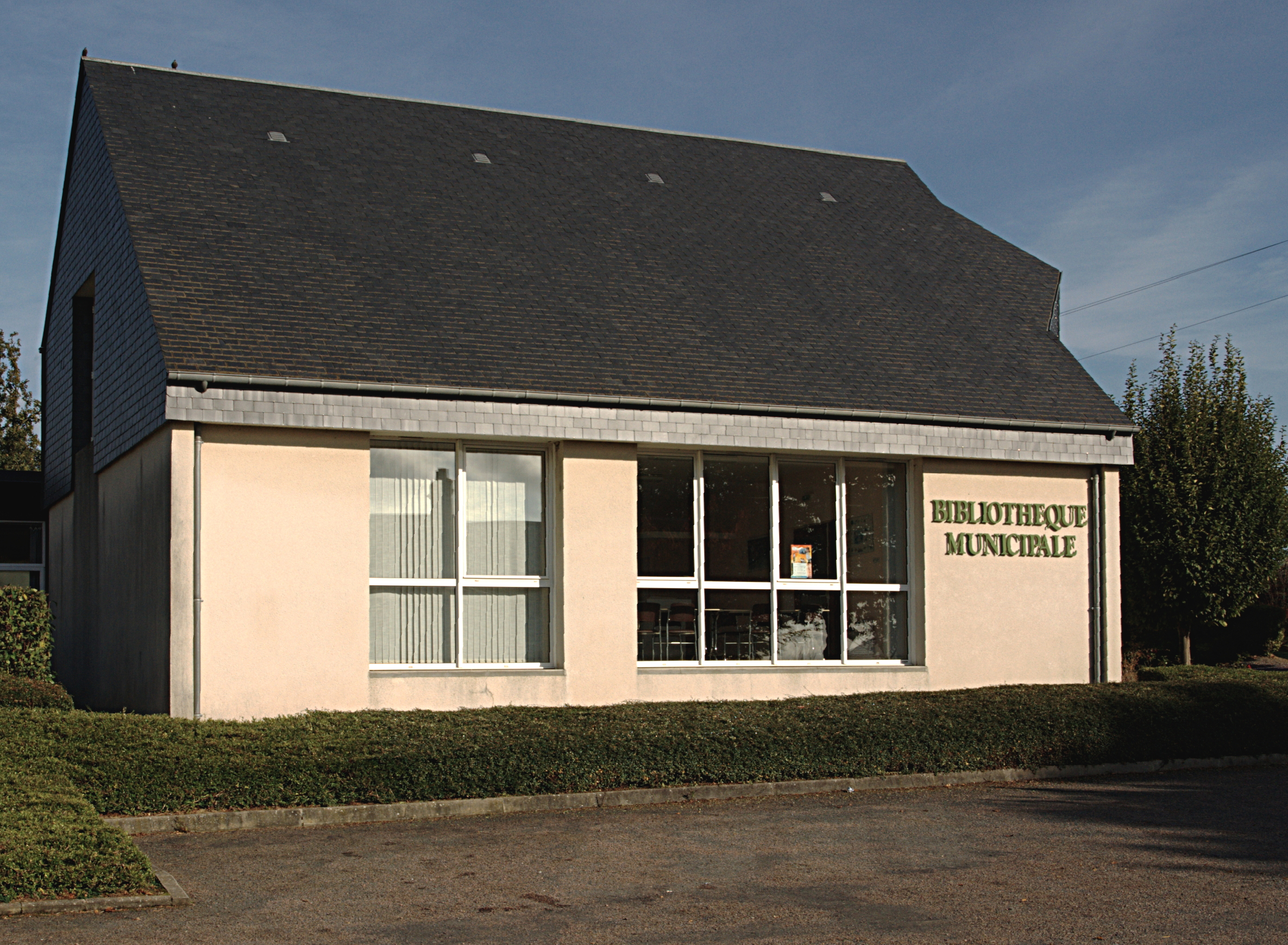
聖ヴィゴール教会

- 聖ヴィゴール教会
- 公立図書館